# Ampharete debrouweri
Ampharete debrouweri är en ringmaskart som beskrevs av Jeldes och Lefevre 1969. Ampharete debrouweri ingår i släktet Ampharete och familjen Ampharetidae. Inga underarter finns listade i Catalogue of Life.